# Ali Bin Nasser
Ali Bin Nasser (Ariana, 1944. március 2. –) tunéziai nemzetközi labdarúgó-játékvezető. Teljes, valódi neve: Ali Bennaceur Nasser.

## Pályafutása

### Nemzeti játékvezetés
Játékvezetésből Arianában vizsgázott. Vizsgáját követően az Arianai Labdarúgó-szövetség által üzemeltetett labdarúgó bajnokságokban kezdte sportszolgálatát[forrás?]. A Tunéziai Labdarúgó-szövetség Játékvezető Bizottságának (JB) minősítésével a Ligue Professionelle 1 játékvezetője. Küldési gyakorlat szerint rendszeres partbírói szolgálatot is végzett. A nemzeti játékvezetéstől 1991-ben visszavonult.

### Nemzetközi játékvezetés
A Tunéziai labdarúgó-szövetség JB terjesztette fel nemzetközi játékvezetőnek, a Nemzetközi Labdarúgó-szövetség (FIFA) 1976-tól tartotta nyilván bírói keretében. A FIFA JB központi nyelvei közül a franciát beszéli. Több nemzetek közötti válogatott és klubmérkőzést vezetett, vagy működő társának partbíróként segített. A tunéziai nemzetközi játékvezetők rangsorában, a világbajnokság sorrendjében 2. helyet foglalja el 2 találkozó szolgálatával. A nemzetközi játékvezetéstől 1991-ben búcsúzott.

#### Labdarúgó-világbajnokság
Az  U20-as, az 1985-ös ifjúsági labdarúgó-világbajnokságona FIFA JB hivatalnoki feladatokra vette igénybe.
| Időpont             | Helyszín               | Mérkőzés típusa              | Mérkőzés          | Eredmény | Nézők száma |
| ------------------- | ---------------------- | ---------------------------- | ----------------- | -------- | ----------- |
| 1985. augusztus 27. | Dinama Stadion, Minszk | csoportmérkőzés (C. csoport) | Ausztrália–Kanada | 0 – 0    | 8000        |
| 1985. szeptember 1. | Dinama Stadion, Minszk | egyik negyeddöntő            | Szovjetunió–Kína  | 1 – 0    | 40 000      |

---
Az 1982-es labdarúgó-világbajnokságon, az 1986-os labdarúgó-világbajnokságon, valamint az 1990-es labdarúgó-világbajnokságon a FIFA JB játékvezetőként alkalmazta. Selejtező mérkőzéseket a CAF zónában vezetett.1986-ban az általa vezetett Argentína–Anglia találkozón Diego Maradona fejeléshez előkészülve a feje magasságába lendítette karját, majd ügyesen a kapuba ütötte a labdát. Az esetnél a játékvezető és a térfélen tevékenykedő partbíró nem jelezte a szabálysértést. A játékszabályok szelleme értelmében a játékvezető csak azt a szabálysértéseket ítélheti meg, amelyeket maga vagy valamelyik partbírója látott*[forrás?]. A FIFA JB elvárása szerint, ha nem vezetett, akkor partbíróként tevékenykedett. Kettő csoportmérkőzés közül az egyiken egyes számú besorolást kapott, játékvezetői sérülésnél továbbvezethette a találkozót. Az egyik nyolcaddöntőben szintén egyes számú besorolásba kapott küldést. Világbajnokságokon vezetett mérkőzéseinek száma: 2+3 (partbíró).

##### 1982-es labdarúgó-világbajnokság
| Időpont            | Helyszín            | Mérkőzés típusa       | Mérkőzés       | Eredmény | Nézők száma |
| ------------------ | ------------------- | --------------------- | -------------- | -------- | ----------- |
| 1980. november 16. | Városi Stadion, Fez | előselejtező (2. kör) | Marokkó–Zambia | 2 – 0    | 6375        |

##### 1986-os labdarúgó-világbajnokság

###### Selejtező mérkőzés
| Időpont          | Helyszín               | Mérkőzés típusa       | Mérkőzés                             | Eredmény | Nézők száma |
| ---------------- | ---------------------- | --------------------- | ------------------------------------ | -------- | ----------- |
| 1985. április 7. | Nemzeti Stadion, Rabat | előselejtező (2. kör) | Marokkói labdarúgó-válogatott–Malawi | 2 – 0    | 20 862      |

###### Világbajnoki mérkőzés
| Időpont          | Helyszín                                        | Mérkőzés típusa              | Mérkőzés                 | Eredmény | Nézők száma |
| ---------------- | ----------------------------------------------- | ---------------------------- | ------------------------ | -------- | ----------- |
| 1986. június 7.  | Estadio Universitario, San Nicolás de los Garza | csoportmérkőzés (F. csoport) | Lengyelország–Portugália | 1 – 0    | 19 915      |
| 1986. június 22. | Estadio Azteca, Mexikóváros                     | egyik negyeddöntő            | Argentína–Anglia         | 2 – 1    | 11 458      |

##### 1990-es labdarúgó-világbajnokság

###### Selejtező mérkőzés
| Időpont            | Helyszín                                | Mérkőzés típusa                   | Mérkőzés                               | Eredmény | Nézők száma |
| ------------------ | --------------------------------------- | --------------------------------- | -------------------------------------- | -------- | ----------- |
| 1988. június 3.    | Június 11. Stadion, Tripoli             | előselejtező                      | Líbia–Burkina Faso                     | 3 – 0    | 15 000      |
| 1989. június 11.   | Félix Houphouët-Boigny Stadion, Abidjan | előselejtező (A. csoport; 2. kör) | Elefántcsontpart–Algéria               | 0 – 0    | 50 000      |
| 1989. november 17. | Kairói Nemzetközi Stadion, Kairó        | előselejtező (döntő csoport)      | Egyiptom–Algériai labdarúgó-válogatott | 1 – 0    | 100 000     |

#### Afrikai nemzetek kupája
Az 1984-es afrikai nemzetek kupája, az 1986-os afrikai nemzetek kupája, az 1988-as afrikai nemzetek kupája valamint az 1990-es afrikai nemzetek kupája labdarúgó tornán az Afrikai Labdarúgó-szövetség (CAF) JB játékvezetőként alkalmazta.

##### 1984-es afrikai nemzetek kupája
| Időpont           | Helyszín                                | Mérkőzés típusa              | Mérkőzés                                    | Eredmény | Nézők száma |
| ----------------- | --------------------------------------- | ---------------------------- | ------------------------------------------- | -------- | ----------- |
| 1984. március 4.  | Félix Houphouët-Boigny Stadion, Abidjan | csoportmérkőzés (A. csoport) | Elefántcsontparti labdarúgó-válogatott–Togo | 3 – 0    | 50 000      |
| 1984. március 18. | Félix Houphouët-Boigny Stadion, Abidjan | döntő                        | Kamerun–Nigéria                             | 3 – 1    | 27 456      |

##### 1986-os afrikai nemzetek kupája
| Időpont           | Helyszín                         | Mérkőzés típusa              | Mérkőzés                                                     | Eredmény | Nézők száma |
| ----------------- | -------------------------------- | ---------------------------- | ------------------------------------------------------------ | -------- | ----------- |
| 1986. március 8.  | Alexandriai stadion, Alexandria  | csoportmérkőzés (B. csoport) | Algériai labdarúgó-válogatott –Marokkói labdarúgó-válogatott | 0 – 0    | 12 000      |
| 1986. március 21. | Kairói Nemzetközi Stadion, Kairó | döntő                        | Egyiptomi labdarúgó-válogatott–Kameruni labdarúgó-válogatott | 0 – 3    | 95 000      |

##### 1988-as afrikai nemzetek kupája

###### Afrikai Nemzetek Kupája mérkőzés
| Időpont           | Helyszín                    | Mérkőzés típusa              | Mérkőzés                                     | Eredmény | Nézők száma |
| ----------------- | --------------------------- | ---------------------------- | -------------------------------------------- | -------- | ----------- |
| 1988. március 16. | Mohamed Stadion, Casablanca | csoportmérkőzés (A. csoport) | Zaire–Elefántcsontparti labdarúgó-válogatott | 1 – 1    | 45 000      |

##### 1990-es afrikai nemzetek kupája

###### Selejtező mérkőzés
| Időpont          | Helyszín                    | Mérkőzés típusa                      | Mérkőzés                                    | Eredmény |
| ---------------- | --------------------------- | ------------------------------------ | ------------------------------------------- | -------- |
| 1989. július 16. | Március 26. Stadion, Bamako | előselejtező (2. kör; első mérkőzés) | Mali–Elefántcsontparti labdarúgó-válogatott | 2 – 2    |

#### Nemzetközi kupamérkőzések

##### Interkontinentális kupa
A tornán a FIFA JB partbíróként foglalkoztatta.
| Időpont            | Helyszín               | Mérkőzés típusa | Mérkőzés                           | Játékvezető        | Eredmény | Nézők száma |
| ------------------ | ---------------------- | --------------- | ---------------------------------- | ------------------ | -------- | ----------- |
| 1986. december 14. | Nemzeti Stadion, Tokió | döntő           | CA River Plate–FC Steaua București | José Luis Martínez | 1 – 0    | 62 000      |